# Czerwiec 2019

## 27 czerwca
- W Niżnieangarsku na rosyjskim Dalekim Wschodzie samolot An-24 wypadł z pasa i zapalił się. Zginęli dwaj piloci maszyny, a wszystkich 43 pasażerów udało się uratować[1].

## 26 czerwca
- Liderka Partii Socjaldemokratycznej Mette Frederiksen oświadczyła, że stanie na czele nowego rządu w Danii[2]. Ugrupowanie Frederiksen wygrało wybory 5 czerwca tego roku[3].
- Co najmniej 16 osób zostało śmiertelnie stratowanych na stadionie w Antananarywie, stolicy Madagaskaru, po paradzie wojskowej z okazji święta niepodległości[4].

## 23 czerwca
- W Turcji wybory na burmistrza Stambułu wygrał kandydat opozycyjnej Republikańskiej Partii Ludowej Ekrem İmamoğlu[5].
- Łazik Curiosity odkrył na Marsie wysoki poziom metanu, co może wskazywać na obecność życia[6].

## 21 czerwca
- W Hongkongu odbył się kolejny protest przeciwko projektowi ustawy dotyczącej ekstradycji do Chin. Po kilkudniowych masowych protestach pracę nad ustawą zostały zawieszone przez szefową administracji Hongkongu Carrie Lam. Protestujący domagają się jednak publicznego zapewnienia, że ustawa nigdy nie będzie wprowadzona[7].
- 39 osób zginęło w północnych Indiach, w stanie Himachal Pradesh, gdy autobus, którym jechali, stoczył się na ostrym zakręcie do głębokiego parowu[8].

## 20 czerwca
- Liderzy państw Unii Europejskiej nie osiągnęli porozumienia co do deklaracji, by dążyć do osiągnięcia neutralności klimatycznej do 2050 roku[9].

## 19 czerwca
- Międzynarodowy zespół śledczy badający katastrofę lotu Malaysia Airlines 17 ogłosił nazwiska 4 osób podejrzanych o zestrzelenie samolotu. Podejrzani byli członkami rosyjskich służb specjalnych operujących na terenie Ukrainy, w przeszłości byli związani z GRU, Specnazem i FSB[10].

## 16 czerwca
- Izraelski rząd w podziękowaniu dla Donalda Trumpa, za przeniesienie ambasady do Jerozolimy oraz uznanie Wzgórz Golan za integralne terytorium Izraela, nazwał imieniem amerykańskiego prezydenta nowo powstałe osiedle[11][12]

## 15 czerwca
- Zmarł Franco Zeffirelli, włoski reżyser filmowy i senator[13].

## 14 czerwca
- Fundacja Inamori ogłosiła laureatów Nagrody Kioto za rok 2019. Są to: Ching W. Tang (nagroda w dziedzinie zaawansowanych technologii), James Gunn (nauki podstawowe) oraz Ariane Mnouchkine (sztuka i filozofia)[14].
- Fiński parlament udzielił wotum zaufania nowemu rządowi. W skład rządu weszły następujące partie: Socjaldemokratyczna Partia Finlandii, Sojusz Lewicy, Liga Zielonych, Szwedzka Partia Ludowa, Partia Centrum. Premierem został Antti Rinne[15].

## 12 czerwca
- Trybunał Konstytucyjny w Ekwadorze uznał, że małżeństwa osób tej samej płci są zgodne z konstytucją[16].
- W Moskwie odbyły się protesty w obronie aresztowanego przez władze dziennikarza Iwana Gołunowa. Wzięło w nich udział około 1500 osób, aresztowano 400 osób w tym opozycjonistę Aleksieja Navalnego[17].

## 11 czerwca
- Rosyjski dziennikarz Iwan Gołunow został zwolniony z aresztu domowego, w którym przebywał od 6 czerwca 2019[18].

## 10 czerwca
- Co najmniej sześć osób zginęło, a kilka odniosło poważne obrażenia w pożarze, który wybuchł w szpitalu psychiatrycznym w Odessie na południu Ukrainy[19][20].

## 9 czerwca
- Trybunał Konstytucyjny Mołdawii usunął Igora Dodona z funkcji prezydenta i mianował byłego premiera Pavela Filipa na tymczasowego szefa państwa[21].
- W Warszawie przeszedł Marsz dla Życia i Rodziny pod hasłem „Nie pozwól na seksedukację w szkołach”. W marszu udział wzięło 10 tys. osób[22][23].
- Australijka Ashleigh Barty i Hiszpan Rafael Nadal triumfowali w grach singlowych podczas wielkoszlemowego turnieju tenisowego French Open[24][25].

## 8 czerwca
- Odbyła się Parada Równości w Warszawie, którą honorowym patronatem objął prezydent m.st Warszawa Rafał Trzaskowski. Według stołecznego ratusza w paradzie udział wzięło 47 tys. osób[26]
- Zmarli: Andrzej Godlewski, polski dziennikarz prasowy, menedżer telewizyjny i publicysta radiowy[27]; Ryszard Bugajski, polski reżyser filmowy i telewizyjny, pisarz i scenarzysta, twórca filmu Przesłuchanie[28].

## 6 czerwca
- Odbyło się uroczyste odsłonięcie Pomnika Achillesa Rattiego w Warszawie[29].
- Władze Sudanu ogłosiły, że w czasie ostatnich protestów w kraju zginęło 61 osób[30].

## 4 czerwca
- Premier Mateusz Morawiecki odsłonił kamień węgielny pod budowę Pomnika Jana Olszewskiego w Warszawie[31].

## 3 czerwca
- Prezydent Austrii Alexander Van der Bellen dokonał zaprzysiężenia przejściowego, eksperckiego rządu. Stojąca na jego czele Brigitte Bierlein jest pierwszą kobietą kanclerzem w historii tego kraju[32][33].

## 2 czerwca
- Ekwadorczyk Richard Carapaz (Movistar Team) zwyciężył w kolarskim wyścigu wieloetapowym Giro d’Italia[34].
- Odbyło się 23. Ogólnopolskie Spotkanie Młodych LEDNICA 2000, w którym wzięło udział 60 tys. osób[35].
- W wieku 72 lat zmarł Maciej Parowski, wieloletni redaktor pisma Nowa Fantastyka; zasłużony dla polskiej fantastyki, autor między innymi komiksu Funky Koval i Wiedźmin[36].

## 1 czerwca
- W finale Ligi Mistrzów UEFA zwyciężył zespół Liverpool F.C., który pokonał 2:0 Tottenham Hotspur[37].